# 여산남초등학교
여산남초등학교는 대한민국 전라북도 익산시 여산면 천호로 49 (원수리)에 있었던 공립 초등학교이다.

## 연혁
- 1965년 3월 2일 여산국민학교 여산남분교장 개교
- 1967년 3월 1일 여산남국민학교 분리
- 1983년 3월 4일 병설유치원 개원
- 1996년 3월 1일 여산남초등학교 개칭
- 2009년 3월 1일 폐교